# Says
Says es una localidad y antigua comuna suiza del cantón de los Grisones, situada en situada en la región de Landquart. Limita al norte con las comunas Zizers y Valzeina, al este y oeste con las antiguas localidades de Trimmis, y al sur con Castiel y Calfreisen.
La localidad había adquirido su independencia de la comuna de Trimmis en 1880, desde la fecha y hasta 2007, Says fue una comuna independiente. A partir del 1 de enero de 2008 volvió a unirse a la comuna de Trimmis, convirtiéndose en una localidad de la misma.